# Luigi Bloise
Luigi Bloise, detto Gino (Cassano all'Ionio, 16 marzo 1926 – Roma, 6 giugno 2001), è stato un giornalista, politico, esperto di scienza dell'educazione italiano.

## Biografia
Esponente del Partito Socialista Italiano, ha ricoperto diversi incarichi politici ed amministrativi: sindaco del comune di Cassano-Sibari per quindici anni, senatore della Repubblica per due legislature, vice presidente della Cassa di Risparmio di Calabria e Lucania; ha poi diretto e condotto studi e ricerche, quale presidente del Laboratorio di educazione permanente, sui sistemi scolastici nazionali ed esteri, sul fenomeno dell'emigrazione e sulle minoranze linguistiche.
È stato segretario Generale  e Presidente dell'Istituto "Ferdinando Santi" e direttore della rivista "Avanti nel Mondo" per la quale ha  curato  per "Europaforum" gli speciali - Regioni.